# Charles Paige
Pour les articles homonymes, voir Paige.
Charles Paige, né le 7 juillet 2001 à Clitheroe, est un coureur cycliste britannique.

## Biographie

### Débuts et carrière amateur
Charlie Paige commence le cyclisme en 2013, vers l'âge de douze ans,. Il prend sa première licence au Green Jersey Cycling Club, basé sur ses terres natales de Clitheroe. 
En 2018, il se classe huitième et meilleur jeune du Tour d'Irlande juniors. L'année suivante, il prend notamment la treizième place du Tour du Pays de Galles juniors. Il intègre ensuite le club français U Cube 17 en 2020. Pour ses débuts espoirs, il obtient quelques accessits chez les amateurs. 
Il décide de rejoindre la formation Bourg-en-Bresse Ain Cyclisme en 2022, afin de disposer d'un meilleur calendrier. Bon grimpeur, il se distingue dans des épreuves difficiles en terminant deuxième du Tour de Saône-et-Loire, ou encore cinquième de La Maurienne Classic. Sa fin de saison est toutefois gâchée par une chute aux Quatre Jours des As-en-Provence, où il se fracture le bassin.
Lors de la saison 2023, il confirme ses aptitudes dans les courses par étapes en terminant quatrième du Tour de la Vallée d'Aoste et septième de l'Alpes Isère Tour. Il s'impose par ailleurs sur le Tour du Piémont Pyrénéen, une compétition du calendrier national français. Grâce à ses performances, il signe un contrat de deux ans avec la structure néerlandaise TDT-Unibet, qui prévoit de monter au niveau ProTeam.

### Carrière professionnelle
Charles Paige fait ses débuts professionnels en février 2024 sur le Tour d'Antalya. Au cours de la saison, il prend part à plusieurs échappées, sur le Czech Tour, le Tour Poitou-Charentes et le Tour de Croatie. Fin août, il participe à La Monsterrato, une épreuve du calendrier de l'UCI Gravel World Series. 
En 2025, il commence sa saison sur les différents trophées du challenge de Majorque.

## Palmarès et résultats

### Palmarès par année
- 2020
  - 2e du Prix des Fêtes de Sévignacq-Thèze
- 2021
  - 2e de la Nocturne du Bouscat
- 2022
  - 2e du Prix de Corveissiat
- 2023
  - Tour du Piémont Pyrénéen :
    - Classement général
    - 3e étape

  - 2e du Prix de Montrevel-en-Bresse
  - 3e du Grand Prix du Faucigny

### Classements mondiaux
| Année                                 | 2022  | 2023  | 2024  |
| ------------------------------------- | ----- | ----- | ----- |
| Classement mondial                    | 1970e | 1777e | 2834e |
| UCI Europe Tour                       | 1262e | nc    | nc    |
|                                       |       |       |       |
| Légende : nc = non classéSource : UCI |       |       |       |